# 闇を生きる男
『闇を生きる男』（Rundskop）は、ミヒャエル・R・ロスカム監督・脚本による2011年のベルギーの映画である。
第84回アカデミー賞の外国語映画賞にはベルギー代表として出品され、ノミネートに至った。

## ストーリー
ホルモン犯罪を背景に少年の頃に暴行により去勢された男の運命を描く。

## キャスト
- マティアス・スーナールツ
- イェロン・ペルセヴァル
- ジャンヌ・ダンドワ
- バーバラ・サラフィアン
- ティボ・ヴァンデンボーレ
- フランク・ラメルス